# Godulla e Karavastasë
Godulla e Karavastasë är en lagun i Albanien.   Den ligger i prefekturen Qarku i Fierit, i den centrala delen av landet, 60 km sydväst om huvudstaden Tirana. 
Runt Godulla e Karavastasë är det ganska tätbefolkat, med 199 invånare per kvadratkilometer.